# بخش شال
بخش شال یکی از بخش‌های شهرستان بوئین‌زهرا در استان قزوین ایران است.

## تقسیمات کشوری
- بخش شال
  - دهستان زین آباد
  - دهستان قلعه هاشم
  - دهستان طزرک

شهرها: شال

## جمعیت
بنابر سرشماری مرکز آمار ایران، جمعیت بخش شال شهرستان بوئین زهرا در سال ۱۳۹۵ برابر با ۲۳۲۳۸ نفر بوده است.